# Звезда над Витлејемом (књига)
Звезда над Витлејемом је илустрована књига поезије и кратких прича на верску тему списатељице кримића Агате Кристи. Објављена је под именом „Агата Кристи Малован“ (чија је једина друга књига објављена под овим именом била кратка аутобиографија из 1946. Хајде реци како живиш). Књигу је објавио издавач Collins у Уједињеном Краљевству 1. новембра 1965. у издању по цени од тринаест шилинга и шест пенија (13/6), а у САД-у Dodd, Mead and Company у издању по цени од 4,95 долара.
Дело садржи пет песама и шест кратких прича, све на тему хришћанства. Неке од песама се могу узети као коментари или епилози кратких прича.
Иако релативно непознато, ово дело, када се уопште помиње, често се наводи да је за децу; међутим приче које садржи су чврсто усмерене на одраслу публику и са темама за одрасле, посебно прича The Water Bus, која садржи догађаје као што су смрт и абортус.
Мало се зна о разлозима за писање садржаја ове књиге, међутим познато је да је Кристи задржала јака религиозна уверења током свог живота. Такође је речено да је била задовољна Колинсовим плановима за публикацију и илустрацијама књиге Елси Ригли и била је задовољна пријемом књиге и, по први пут, тражила је да књига садржи њен аутограм.

## Песме
- A Greeting
- A Wreath for Christmas
- Gold, Frankincense and Myrrh
- Jenny by the Sky
- The Saints of God

## Историја публикације
- 1965, Collins Crime Club (London), 1 November 1965, Hardback, 80 pp
- 1965, Dodd Mead and Company (New York), 1965, Hardback, 80 pp
- 1991, Berkley Books, 1991, Paperback  0-425-13229-3
- 1992, Fount Books, October 1992, Paperback  0-00-627664-4
- 1996, Bantam Books, 1996, Paperback,  0-553-35104-4

Насловна прича је први пут објављена у месечном издању Woman's Journal за децембар 1946.